# هارالد هوفمان
هارالد هوفمان (آلمانی: Harald Huffmann; ۳ ژوئن ۱۹۰۸ – ۲۰ دسامبر ۱۹۹۲) بازیکن هاکی روی چمن اهل آلمان بود.